# Birgés Tibor
Birgés Tibor (1964 vagy 1965 –) magyar ingatlanbefektető, milliárdos, vállalkozó, manager, a Ferro-Press Fémipari Szolgáltató Kft. alapítója és ügyvezető-tulajdonosa, a BIRGÉS Villapark tulajdonosa és megálmodója, valamint a balatonfüredi Hotel Vinifera Wine & Spa és LUA Resort by BIRGÉS tulajdonosa. A jászberényi székhelyű cégből felépített vállalatcsoportja mára az egyik meghatározó szereplője lett a magyar nehéziparnak és autóipari beszállítói szektornak. Érdekeltségei kiterjednek a turizmusra, az ingatlanfejlesztésre és a nyomdaiparra is. Vagyonát 2022-ben 16,8 milliárd forintra becsülték, amivel a 66. leggazdagabb magyar volt.

## Pályafutása
Szülői támogatással indította el vállalkozói pályáját az 1980-as években, egy akkoriban rendkívül értékesnek számító esztergagép megvásárlásával. A fémforgácsolásra és csavargyártásra specializálódott első vállalkozása a Horizont Color Kft. volt, amely a 2010-es évben 1,3 milliárd forintos árbevételt ért el.
2005-ben három alkalmazottal alapította meg a Ferro-Press Fémipari Szolgáltató Kft.-t, amely azóta 1400 főt foglalkoztató vállalatcsoporttá nőtte ki magát. A vállalkozás főként az autóiparban működő multinacionális cégek beszállítója, tevékenységei közé tartozik a finomlemez megmunkálása és préselése. A Ferro-Press Jászberényben található gyára az elmúlt két évtized során 1500 m²-ről 40 000 m²-re bővült, részben uniós támogatások révén. A cég 2008-ban már bekerült az 500 legeredményesebb hazai vállalat közé, 2010-ben pedig 13,7 milliárd forint árbevételt produkált.
A vállalat 6000 m²-es üzemmel rendelkezik Romániában (Madaras), ahol mintegy 100 alkalmazottat foglalkoztatnak.